# بچه گربه‌های بیشتر
بچه گربه های بیشتر (به انگلیسی:More Kittens) یک فیلم کوتاه انیمیشن محصول دیزنی از مجموعه سمفونی احمقانه است. این اثر به کارگردانی دیوید هند و ویلفرد جکسون در سال ۱٩٣۶ منتشر شد. این اثر ادامه کارتون سه بچه گربه یتیم می‌باشد.